# (12625) Koopman
(12625) Koopman – planetoida z pasa głównego asteroid okrążająca Słońce w ciągu 5 lat i 190 dni w średniej odległości 3,12 au. Została odkryta 17 października 1960 roku w Leiden przez Cornelisa van Houtena, Ingrid van Houten oraz Toma Gehrelsa. Nazwa planetoidy pochodzi od Elżbiety Koopman (1647-1693), polskiej astronom. Nazwa została zaproponowana przez R. H. van Genta. Przed nadaniem nazwy planetoida nosiła oznaczenie tymczasowe (12625) 9578 P-L.